# Maag (chanteuse)
 (janvier 2025).
L'article doit être relu — et modifié si nécessaire — par des contributeurs indépendants pour apporter un regard critique aux contributions effectuées en violation des conditions d'utilisation de Wikipédia, tant sur la forme (notamment concernant le style encyclopédique, la proportionnalité) que sur le fond (la neutralité de point de vue, la qualité et l'indépendance des sources).
Maag, de son vrai nom Magali Goblet, née à Beaune (Côte-d'Or) le 4 novembre 1985, est une chanteuse, auteure-compositrice et comédienne française.

## Biographie

### 2001-2016: Débuts, music-hall et doublage
Maag commence sa carrière professionnelle à l'âge de 16 ans comme chanteuse dans un music-hall de Dijon. Elle a également été meneuse de revue et a créé plusieurs spectacles dans cet établissement.
En parallèle, elle prête en 2007 sa voix pour des comptines et enregistre plusieurs albums pour enfants : « Mes berceuses », « Goûter anniversaire » et « Premiers apprentissages ». Elle est également l’une des chanteuses du coffret 4 DVDs « Mes comptines en dessins animés » (2007) et on la retrouve en 2009 sur « Le Coffret des tout-petits ».
Elle intègre également le Cours Florent à Paris, dont elle sortira diplômée en 2011.
À partir de 2012, elle prête sa voix pour quelques séries (Vikings, Boardwalk Empire, Mentalist, Grey’s Anatomy…) et films (Percy Jackson : La Mer des monstres).

### 2016-2022: Expériences télévisuelles et premiers spectacles musicaux
En 2016, Maag est candidate de la saison 5 de The Voice. Elle interprète Stop! de Sam Brown lors de son audition à l'aveugle, mais l'aventure s'arrête ici. En 2019, elle participe également à l'émission Together, tous avec moi diffusée sur M6 et W9.
Fin 2017, Maag fait partie de la comédie musicale Welcome to Woodstock de Jean-Marc Ghanassia, mis en scène par Laurent Serrano, dans lequel elle interprète le rôle d’Angélina. Le spectacle est joué au Comédia à Paris du 15 septembre 2017 au 7 janvier 2018. Welcome to Woodstock, constitué essentiellement de reprises de classiques pop-rock anglo-saxons des années 1960, permet à Maag d’être repérée par Luc Plamondon grâce à son interprétation de Kozmic Blues de Janis Joplin.
En 2019, elle participe au spectacle Bernadette de Lourdes dans une mise en scène de Serge Denoncourt, sur des musiques de Grégoire et des paroles de Lionel Florence et Patrice Guirao. Maag est la doublure de Louise Soubirous et cheffe de chœur. Le spectacle est créé le 1er juillet 2019 à l’Espace Robert-Hossein de Lourdes et joué jusqu'en novembre de la même année.
Elle reprend ensuite le rôle de la Sorcière dans Émilie Jolie, le conte musical de Philippe Chatel. Le spectacle est joué à l'Olympia du 21 décembre 2019 au 5 janvier 2020. C'est à cette période qu'elle auditionne pour les rôles de Sadia et Stella Spotlight pour la nouvelle version de Starmania, l’opéra-rock de Michel Berger et Luc Plamondon. Le spectacle, prévu pour la rentrée 2020, est repoussé en 2021, puis en 2022, à cause du Covid.
Début 2022, elle participe à l'album Elles du collectif d'artistes Les Funambules sur lequel elle interprète le titre L’Homme de ma vie, un titre écrit par Valérie Zaccomer et composé par Stéphane Corbin.

### Depuis 2022:Starmaniaet carrière solo
Dans la nouvelle version de Starmania mise en scène par Thomas Jolly, elle incarne, à partir du 7 octobre 2022, le personnage de Stella Spotlight et succède notamment à Diane Dufresne, Sabrina Lory et Patsy Gallant. Pour Le Point, Maag est « pourvue d'une des présences les plus tragiques de la production.» À propos de son personnage, elle explique : « J’ai essayé de lui apporter un peu plus d’humanité. […] Pour moi Stella, au-delà de son image d’idole sur papier glacé, est quelqu’un de très seul, qui se laisse aveugler par son besoin de gloire et de lumière.»
Après sa création à Nice en octobre 2022, Starmania est joué à la Seine Musicale du 4 novembre 2022 au 29 janvier 2023, puis en tournée de février à juin 2023 en France, Belgique et Suisse. Le spectacle revient à Paris du 14 novembre 2023 au 28 janvier 2024, avant une seconde tournée qui se termine à Marseille le 29 décembre 2024. Le spectacle est également présenté au Canada, à la Place Bell (Laval, Québec) du 6 au 18 août 2024. Après 2 ans de succès et 361 représentations en France et à l'étranger, Starmania aura battu tous les records avec 1,2 million de spectateurs.
Maag est récompensée en juin 2023 d’un Trophée de la Comédie Musicale dans la catégorie interprète féminine (ex æquo avec la comédienne et chanteuse Christine Bonnard) pour son rôle de Stella Spotlight.
En parallèle, elle fait partie de la formation Sister-in-law avec qui elle a sorti deux titres : New Day (2021) et War Child (2023). Elle poursuit également une carrière solo et a sorti deux singles en 2024 : Je sais pas quoi faire et Je veux un homme, ainsi qu'un duo avec le chanteur Mark Marian, A Brave New World.

## Musicographie

### Spectacles musicaux
- 2017 : Welcome to Woodstock : Angélina
- 2019 : Bernadette de Lourdes : Louise Soubirous (doublure)
- 2019 : Emilie Jolie : La Sorcière
- 2022-2024 : Starmania : Stella Spotlight

### Discographie

#### Singles
- 2021 : New Day, avec le groupe Sister-in-law
- 2023 : War Child, avec le groupe Sister-in-law
- 2024 : Je sais pas quoi faire
- 2024 : Je veux un homme
- 2024 : A Brave New World, en duo avec Mark Marian
- 2025 : Il suffira d’un signe, avec Dj Jlow

#### Participations
- 2007 : « Mes berceuses », « Goûter anniversaire », « Premiers apprentissages » (compilations pour enfants)
- 2007 : « Mes comptines en dessins animés » (coffret 4 DVDs)
- 2009 : « Le Coffret des tout-petits » (compilation pour enfants)
- 2022 : L’Homme de ma vie sur l’album Elles des Funambules
- 2025: The Voice: La Plus Belle Voix saison 14 sur TF1

## Récompenses et nominations
- Les Trophées de la comédie musicale 2023 : Interprète féminine pour le rôle de Stella Spotlight dans Starmania, mise en scène de Thomas Jolly (lauréate).